# 118
118（一百一十八）是117與119之間的自然數。

## 數學
- 第87個合數，正因數有1、2、59和118。前一個為117、下一個為119。
質因數分解為{\displaystyle 2\times 59}。
- 第89個虧數，真因數和為62，虧度為56。前一個為117、下一個為119。
- 第82個不尋常數，大於平方根的質因數為59。前一個為117、下一個為119。
- 第38個半質數。前一個為115、下一個為119。
- 第74個無平方數因數的數。前一個為115、下一個為119。
- 第49個十进制的等數位數。前一個為115、下一個為119。

## 其它领域
- （Og）的原子序數
- 公元118年或公元前118年
- 中華民國：海巡署的報案電話（舉報海難救助、輪船漏油致危害海洋資源等事宜）
- 中華民國：國立臺灣科技大學別名
- 中華民國：市道118號公路
- 新加坡：118，新加坡新傳媒2014/15年電視劇
- 香港：過海隧道巴士118線
- 日本：海上保安廳海難報警電話。
- 日本：三菱RP118型，是三菱扶桑一款巴士型號，主要出口往泰國曼谷(該款巴士無空調設備)
- ：舉報網絡恐怖主義的熱線電話。